# 新华街道 (孝感市)
新华街道是中华人民共和国湖北省孝感市孝南区下辖的一个街道办事处。设于1986年。位于孝感市中部，南抵黄花湖北岸，东起九真渠，西至光明村、距市府1公里；面积7平方公里，人口约3万。107国道和316国道穿过此处。境内企业主要从事商贸，建筑、建材、汽配、包装、运输、饮食服务等行业。农业主要是蔬菜种植，水产养殖业也占有较大比重。

## 行政区划
新华街道下辖以下村级行政区划单位：
府前社区、中山社区、梅宁关社区、沿河社区、宇济社区、文昌阁社区、南桥村、沙沟村、联城村、渡口村和苏旮旯村。